# Élections législatives de 1871 dans le Nord (secteur de Dunkerque)
Les élections législatives de 1871 dans le Département du Nord (Secteur de Dunkerque) se déroulent le 8 février 1871.

## Circonscription
Aucune, élection au niveau du département.

## Contexte
Ces élections se sont déroulées au scrutin de liste majoritaire départemental à un tour, en reprenant l'essentiel des dispositions de la loi électorale du 15 mars 1849 : la liste arrivée en tête remporte l'intégralité des sièges à pourvoir dans le département. Les candidatures multiples sont autorisées : un même candidat peut se présenter dans plusieurs départements différents.
- Trois députés seront élus à la suite de ces élections.

## Résultats
- Député sortant : Charles Plichon (Centre gauche)

| Candidat           | Candidat                  | Parti             | Premier tour | Premier tour | Second tour | Second tour |
| Candidat           | Candidat                  | Parti             | Voix         | %            | Voix        | %           |
| ------------------ | ------------------------- | ----------------- | ------------ | ------------ | ----------- | ----------- |
|                    | Louis de Hau de Staplande | Union des droites | 204 936      | 62,77        |             |             |
|                    | Charles Plichon*          | Union des droites | 202 252      | 61,95        |             |             |
|                    | Édouard Roger du Nord     | Centre gauche     | 212 895      | 65,21        |             |             |
|                    |                           |                   |              |              |             |             |
| Inscrits           | Inscrits                  | Inscrits          | 326 440      | 100,00       |             |             |
| Abstentions        |                           |                   |              |              |             |             |
| Votants            |                           |                   |              |              |             |             |
| Blancs et nuls     |                           |                   |              |              |             |             |
| Exprimés           |                           |                   |              |              |             |             |
| * députés sortants |                           |                   |              |              |             |             |